# Partito Socialista Svizzero
Il Partito Socialista Svizzero (PS; in tedesco Sozialdemokratische Partei der Schweiz (SP), in francese Parti Socialiste Suisse (PS) e in romancio Partida Socialdemocrata de la Svizra) è un partito politico svizzero di centro-sinistra e sinistra, di ispirazione socialdemocratica.
È uno dei 4 partiti rappresentati in Consiglio federale. Dopo l'introduzione della formula magica nel 1959, ha "diritto" a due membri. Il Partito Socialista fu uno dei maggiori fautori dell'introduzione in Svizzera delle assicurazioni sociali obbligatorie e tuttora ne fa una delle sue principali preoccupazioni.
Alain Berset (dal 2011) ed Élisabeth Baume-Schneider (dal 2023) sono gli attuali Consiglieri Federali socialisti.
È considerato il partito politico svizzero più favorevole ad una adesione all'UE.
Nel 2017, il Partito Socialista si è ritirato dall'Internazionale Socialista. Da allora aderisce solo all'Alleanza Progressista, che riunisce dei partiti di centro e centro-sinistra su scala internazionale.

## Ideologia
Il PS sostiene le politiche classiche socialdemocratiche. A tale regola, il PS rappresenta un governo che offre forti servizi pubblici. Il PS è contro il neoliberismo, a favore del progressismo sociale e dello sviluppo sostenibile, per una politica estera aperta e una politica di sicurezza nazionale basata sul pacifismo.
In politica economica, finanziaria e sociale, il PS respinge le politiche di liberalizzazione economica come deregulation, che abbassano le tasse per i cittadini ad alto reddito e diminuiscono la spesa pubblica sull'assicurazione sociale. Il PS si oppone anche all'innalzamento dell'età pensionabile. Inoltre, il PS è un sostenitore dell'aumento della spesa sociale in alcune aree, come per un finanziamento pubblico di congedo di maternità, assistenza sanitaria universale e un'età pensionabile flessibile. Nella politica fiscale il PS si oppone alla nozione di abbassare le tasse per i cittadini ad alto reddito. Con la campagna per l'armonizzazione di tutte le aliquote fiscali in Svizzera, il PS cerca una maggiore redistribuzione della ricchezza. Il PS è scettico nei confronti della privatizzazione di imprese statali. D'altro canto, il PS promuove anche più competizione nei settori dell'agricoltura e importazioni parallele (quindi acquisto di beni tramite un canale di distribuzione non autorizzato dal produttore), oltre che un maggiore coinvolgimento dei dipendenti nelle scelte aziendali.
Nella politica sociale, il PS è impegnato nell'equità sociale e in una società aperta. Pertanto, il PS mira a facilitare le condizioni di lavoro per le donne nelle famiglie promuovendo più centri di assistenza all'infanzia esterni e maggiori opportunità di lavoro a tempo parziale. Mira anche a rafforzare l'uguaglianza sessuale in termini di eliminazione delle differenze salariali in base al genere, sostiene le unioni civili per gli omosessuali e assume una posizione più permissiva nei confronti degli aborti. Il PS respinge anche il rafforzamento delle restrizioni sui richiedenti asilo e gli immigrati. Pertanto, sostiene politiche d'integrazione degli immigrati, con cui gli immigrati vengono assegnati alle procedure di immigrazione subito dopo essere entrati nel paese. Il PS ha una posizione liberale nei confronti delle droghe ed è a favore del consumo di eroina regolato pubblicamente e della legalizzazione della cannabis. Tuttavia, il PS sostiene il divieto di fumo nei ristoranti e nei bar.
In politica estera, il PS promuove l'ulteriore partecipazione della Svizzera alle organizzazioni internazionali. Supporta l'ingresso immediato della Svizzera nell'Unione europea. Il PS rappresenta anche una neutralità meno rigorosa della Svizzera e sostiene l'aumento degli sforzi internazionali da parte della Svizzera nei settori della pace e dei diritti umani. Tuttavia, il PS sostiene il mantenimento della neutralità militare e si oppone all'ingresso nella NATO. La sua posizione pacifista si riflette anche nella sua politica militare: il PS sostiene la riduzione del numero delle milizie svizzere rendendo l'apparato militare più professionale e demolendo la coscrizione. Un'altra richiesta del PS è quella di porre fine alla tradizione del porto d'armi, usando come dimostrazione esempi gravi e recenti di abuso in termini di omicidio.
Insieme al Partito Ecologista Svizzero, i socialdemocratici hanno politiche comuni ambientaliste, che si riflettono nell'espansione delle riforme per una maggiore economia circolare e un maggiore sostegno statale alle misure di risparmio energetico ed energie rinnovabili. Il PS è contrario alla costruzione di nuove strade ove possibile e propone invece di spostare il trasporto di merci dalle strade alle ferrovie e l'introduzione di un cap e di un sistema di gestione del traffico e degli scambi quando si tratta di trasporto attraverso le Alpi svizzere. Inoltre, il PS rappresenta le volontà di un'espansione della rete del sistema di trasporto pubblico e si oppone all'energia nucleare.

## Presidenti
I seguenti politici sono stati presidenti di Partito Socialista Svizzero:
- 1888–1889: Alexander Reichel
- 1890–1891: Albert Steck
- 1892–1894: Eugen Wullschleger
- 1894–1896: Wilhelm Fürholz
- 1897: Karl Zgraggen
- 1898: Paul Brandt
- 1898–1901: Otto Lang
- 1901–1902: Josef Albisser
- 1902–1908: Gottfried Reimann
- 1909–1910: Eduard Kessler
- 1911: Hans (Johann) Näher
- 1912–1916: Fritz Studer
- 1916–1917: Emil Klöti
- 1918: Jakob Gschwend
- 1919: Gustav Müller
- 1919–1936: Ernst Reinhard
- 1937–1952: Hans Oprecht
- 1953–1962: Walther Bringolf
- 1962–1970: Fritz Grütter
- 1970–1974: Arthur Schmid junior
- 1974–1990: Helmut Hubacher
- 1990–1997: Peter Bodenmann
- 1997–2000: Ursula Koch
- 2000–2004: Christiane Brunner
- 2004–2008: Hans-Jürg Fehr
- 2008–2020: Christian Levrat
- Dal 2020: Cédric Wermuth e Mattea Meyer

## Esponenti del partito

### Consiglieri federali
| 1943–1951 | Ernst Nobs                |
| 1951–1953 | Max Weber                 |
| 1959–1969 | Willy Spühler             |
| 1959–1973 | Hans-Peter Tschudi        |
| 1969–1977 | Pierre Graber             |
| 1973–1983 | Willi Ritschard           |
| 1977–1987 | Pierre Aubert             |
| 1987–1993 | René Felber               |
| 1983–1995 | Otto Stich                |
| 1993–2002 | Ruth Dreifuss             |
| 1995–2010 | Moritz Leuenberger        |
| 2002-2011 | Micheline Calmy-Rey       |
| 2010-2022 | Simonetta Sommaruga       |
| 2011-2023 | Alain Berset              |
| dal 2023  | Élisabeth Baume-Schneider |
| dal 2024  | Beat Jans                 |

Dall'introduzione della "formula magica" nel 1959, al partito spettano due dei sette seggi in Consiglio federale; attualmente i due esponenti socialisti sono Alain Berset (Dipartimento federale dell'interno) ed Élisabeth Baume-Schneider (Dipartimento federale di giustizia e polizia).

### Altri esponenti
- Manuele Bertoli, Consigliere di Stato del Canton Ticino, Direttore del Dipartimento dell'educazione, della cultura e dello sport (DECS)
- Patrizia Pesenti, già consigliere di Stato del Canton Ticino, a capo del Dipartimento della sanità e della socialità
- Pietro Martinelli, già consigliere di stato per 12 anni. Attualmente presidente dell'ATTE (Associazione Ticinese Terza Età)
- Jean Ziegler scrittore già consigliere nazionale e attualmente delegato speciale dell'ONU per i problemi d'alimentazione.
- Marina Carobbio-Guscetti, consigliera agli Stati per il Canton Ticino, già Presidente del Consiglio nazionale

## Risultati elettorali
Dal 1919, quando fu introdotto il sistema elettorale proporzionale per l'elezione del Consiglio Nazionale, il Partito Socialista Svizzero ha ottenuto i seguenti risultati:
| Elezione | Voti    | %     | Seggi al Consiglio nazionale | Seggi al Consiglio degli Stati |
| -------- | ------- | ----- | ---------------------------- | ------------------------------ |
| 1919     | 175 292 | 23,46 | 41 / 189                     | 0 / 44                         |
| 1922     | 170 974 | 23,28 | 43 / 198                     | 1 / 44                         |
| 1925     | 192 208 | 25,85 | 49 / 198                     | 2 / 44                         |
| 1928     | 220 141 | 27,36 | 50 / 198                     | 0 / 44                         |
| 1931     | 247 946 | 28,72 | 49 / 187                     | 2 / 44                         |
| 1935     | 255 843 | 28,01 | 50 / 187                     | 3 / 44                         |
| 1939     | 160 377 | 25,93 | 45 / 187                     | 3 / 44                         |
| 1943     | 251 576 | 28,60 | 56 / 194                     | 5 / 44                         |
| 1947     | 251 625 | 26,20 | 48 / 194                     | 5 / 44                         |
| 1951     | 249 857 | 25,99 | 49 / 196                     | 4 / 44                         |
| 1955     | 263 664 | 27,02 | 53 / 196                     | 5 / 44                         |
| 1959     | 259 139 | 26,38 | 51 / 196                     | 4 / 44                         |
| 1963     | 256 063 | 26,62 | 53 / 200                     | 3 / 44                         |
| 1967     | 233 873 | 23,53 | 51 / 200                     | 2 / 44                         |
| 1971     | 456 233 | 22,90 | 46 / 200                     | 4 / 44                         |
| 1975     | 480 396 | 24,87 | 55 / 200                     | 5 / 44                         |
| 1979     | 447 990 | 24,44 | 52 / 200                     | 9 / 46                         |
| 1983     | 447 634 | 22,84 | 47 / 200                     | 6 / 46                         |
| 1987     | 356 266 | 18,42 | 41 / 200                     | 5 / 46                         |
| 1991     | 377 968 | 18,49 | 42 / 200                     | 3 / 46                         |
| 1995     | 410 130 | 21,79 | 55 / 200                     | 5 / 46                         |
| 1999     | 438 555 | 22,48 | 51 / 200                     | 6 / 46                         |
| 2003     | 490 388 | 23,33 | 52 / 200                     | 9 / 46                         |
| 2007     | 450 586 | 19,55 | 43 / 200                     | 9 / 46                         |
| 2011     | 450 693 | 18,70 | 46 / 200                     | 11 / 46                        |
| 2015     | 470 339 | 18,86 | 43 / 200                     | 12 / 46                        |
| 2019     | 408 128 | 16,84 | 39 / 200                     | 9 / 46                         |
| 2023     | 466 714 | 18,27 | 41 / 200                     | 9 / 46                         |